# Auto Trader Group
Auto Trader Group plc er britisk bilmarkedsføringsvirksomhed, der er specialiseret i salg af nye og brugte biler, hvilket gælder biler solgt af private og af forhandlere. De har benyttet sig af platforme som magasin, internet og mobiltelefon. Auto Trader blev etableret i 1975 af John Madejski.